# 25의용단
25의용단(25義勇壇)은 부산광역시 수영구 수영동에 있는 25명의 충절을 기리고 있는 제단이다. 1972년 6월 26일 부산광역시의 기념물 제12호로 지정되었다.

## 현지 안내문
임진왜란 때 수영성을 지키며 왜적과 장렬히 싸우다 순절한 25명의 의로운 충절을 기리고 있는 제단이다.
조선 선조 25년(1592) 임진왜란이 일어나자 경상좌수사로 있던 박홍은 성을 버리고 달아났다. 이 때 수병(守兵)과 성민(城民) 25인이 성문 밖의 선서바위에 모여 피로써 맹세한 후, 바다와 육지에서 적을 상대로 7년간 대항하였다. 이러한 사연은 광해군 원년(1609) 지방민들의 청원으로 알려지게 되어, 동래부사 이안눌이 이 때의 일들을 모아『정방록』을 만들고, 이들의 집 문에 ‘의용(義勇)’이라는 두 글자를 써붙여 그 뜻을 기리도록 하였다. 순조 때에는 동래부사 오한원이 이들의 후손들에게 역(役)의 의무를 면제시키고 글을 지어 포상하였다.
철종 4년(1853) 경상좌수사 장인식이 비를 세우고, ‘의용단’이라 이름하였으며, 제실·의용단을 설치하여 봄·가을 두 차례에 걸쳐 제사를 지내도록 하였다. 제사는 원래 좌수사가 주관하였으나, 고종 31년(1894) 관제개혁으로 좌수영이 폐지되면서 수영면의 면장이 이를 맡아하였고, 최근에는 수영기노회에서 제사를 주관하여 모시고 있다.

## 참고 문헌
- 이 문서에는 다음커뮤니케이션(현 카카오)에서 GFDL 또는 CC-SA 라이선스로 배포한 글로벌 세계대백과사전의 내용을 기초로 작성된 글이 포함되어 있습니다.

## 같이 보기
- 수영사적공원

## 참고 자료
- 25의용단 - 국가유산청 국가유산포털